# André Brink
André Philippus Brink OIS (Vrede, 1935. május 29. – ?, 2015. február 6.) dél-afrikai regényíró, esszéíró és költő. Írt afrikaansul és angolul is, és angolt tanított a Fokvárosi Egyetemen.
Az 1960-as években Brink, Ingrid Jonker, Etienne Leroux és Breyten Breytenbach kulcsfigurái voltak a Die Sestigers ("A hatvanévesek") néven ismert jelentős afrikaans disszidens szellemi és irodalmi mozgalomnak. Ezek az írók arra törekedtek, hogy megismertessék az afrikáner népet a világirodalommal, hogy az afrikaans nyelvet használva felszólaljanak a szélsőséges afrikáner nacionalista és fehér felsőbbrendű nemzeti párt által irányított kormányzat ellen, valamint bevezessék az irodalmi modernizmust, a posztmodern irodalmat, a mágikus realizmust és más globális irányzatokat az afrikaans irodalomba. Míg André Brink korai regényei különösen az apartheiddel szembeni ellenállásával foglalkoztak, későbbi munkái a Nemzeti Párt uralmának 1994-es megszűnése óta a dél-afrikai élet új kérdéseivel foglalkoztak.

## Életrajza
Brink Vredében született, a Szabadállamban. Lydenburgba költözött, ahol 1952-ben érettségizett a Lydenburg Gimnáziumban (Hoërskool Lydenburg) hét kitüntetéssel, ő a második diák az akkori Transvaalból, aki elérte ezt a bravúrt, és afrikaans irodalmat tanult a dél-afrikai Potchefstroom Egyetemen. Az irodalomhoz való hatalmas kötődése 1959 és 1961 között Franciaországba vitte, ahol a párizsi Sorbonne Egyetemen szerzett diplomát összehasonlító irodalomból.
Ottléte során egy tagadhatatlan tényre bukkant, amely örökre megváltoztatta a véleményét: a fekete diákokat a többi diákkal egyenlő társadalmi alapon kezelték. Visszatérve Dél-Afrikába, ő lett az egyik legkiemelkedőbb fiatal afrikaans író, Etienne Leroux regényíró és Breyten Breytenbach költő mellett, hogy írásaival megtámadja a Nemzeti Párt apartheid politikáját. Egy második franciaországi utazása során 1967 és 1968 között megszilárdította politikai álláspontját az apartheiddel szemben, és afrikaansul és angolul is írni kezdett, hogy bővítse közönségét, és felülmúlja azt a bírálatot, amellyel szülőhazájában akkoriban szembesült.
Valójában Kennis van die aand (1973) című regénye volt az első afrikaans könyv, amelyet a dél-afrikai kormány betiltott. André Brink lefordította a Kennis van die aand-t angolra, és külföldön is megjelentette Looking on Darkness címmel. Ez volt az első saját fordítása. Ezt követően egyszerre írta műveit angolul és afrikaansul. 1975-ben szerzett PhD fokozatot irodalomból a Rhodes Egyetemen.
2008-ban A Chain of Voices című regénye egyik jelenetének visszhangjaként családját tragédia érte, amikor unokaöccsét, Adri Brinket felesége és gyermekei szeme láttára meggyilkolták gautengi otthonukban.
Az Amszterdamból Dél-Afrikába tartó járaton halt meg Belgiumból haza tartva, ahol a belga frankofón Université Catholique de Louvain díszdoktori címet kapott. Ötször volt házas. Brink fia, Anton Brink művész.

## Művei

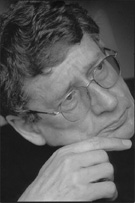
André Brink

### Regények
- The Ambassador
- Looking on Darkness (Kennis van die aand, 1973)
  - Fekete éjbe nézve. Regény – Európa, Budapest, 1980 · ISBN 9630721864 · Fordította: Betlen János
- An Instant in the Wind (1975) shortlisted for the Booker Prize.
- Rumours of Rain (1978) – shortlisted for the Booker Prize[16]
  - Aszály vagy vízözön – Európa, Budapest, 1982 (Világkönyvtár) · ISBN 9632715721 · Fordította: Betlen János
- A Dry White Season (1979) – Martin Luther King Memorial Prize(wd)[17]
- A Chain of Voices (1982)
- The Wall of the Plague
- States of Emergency (1989)
- An Act of Terror (1992)
- The First Life of Adamastor(wd) (1993) [18]
- On the Contrary (1994)
- Imaginings of Sand (1996)
  - Homokba írt történet – Európa, Budapest, 1998 · ISBN 9631421082 · Fordította: Koppány Márton
- Devil's Valley (1998)
- The Rights of Desire (2000)
- The Other Side of Silence (Anderkant die Stilte) (2002)
- Before I Forget (2004)
- The Other Side of Silence (2004)
- Praying Mantis (2005)
- The Blue Door (2006)
- Other Lives (2008)
- Philida (2012)

### Emlékiratok
- A Fork in the Road (2009)

### Esszék
- Languages of the Novel: A Lover's Reflections (1998)

## Fordítás
- Ez a szócikk részben vagy egészben  az   André Brink című angol Wikipédia-szócikk fordításán alapul.  Az eredeti cikk szerkesztőit annak laptörténete sorolja fel. Ez a jelzés csupán a megfogalmazás eredetét és a szerzői jogokat jelzi, nem szolgál a cikkben szereplő információk forrásmegjelöléseként.